# Wincenty Grossi
Wincenty Grossi (ur. 4 marca 1845 w Pizzighettone, zm. 7 listopada 1917) – włoski kapłan, założyciel zgromadzenia Córek Oratorium (Istituto delle Figlie), święty Kościoła katolickiego.

## Życiorys
Wstąpił do seminarium w Cremonie i w 1869 został wyświęcony na kapłana, a w 1883 mianowany na proboszcza parafii Vicobellignano. Był założycielem zgromadzenia Córek Oratorium, które zaaprobował w 1901 biskup Cremony, a w 1926 Stolica Apostolska. Pracował jako wikariusz i kapelan w kilkunastu placówkach.
Został beatyfikowany 1 listopada 1975 przez papieża Pawła VI. 
Papież Franciszek w 2015 ogłosił dekret w sprawie kanonizacji. 27 czerwca 2015 w Watykanie odbył się konsystorz nadzwyczajny na którym papież Franciszek wyznaczył 18 października 2015 jako dzień w którym Wincenty Grossi i troje innych błogosławionych (m.in. małżeństwo Ludwik i Maria Martin) zostaną ogłoszonymi świętymi Kościoła katolickiego. Tego dnia, podczas trwającego synodu biskupów na temat rodziny, papież Franciszek dokonał kanonizacji bł. Wincentego Grossiego, bł. Marii od Niepokalanego Poczęcia oraz bł. Marię Zelię i Ludwika Martin.